# Callona tricolor
Callona tricolor là một loài bọ cánh cứng trong họ Cerambycidae.